# Brachypelma smithi

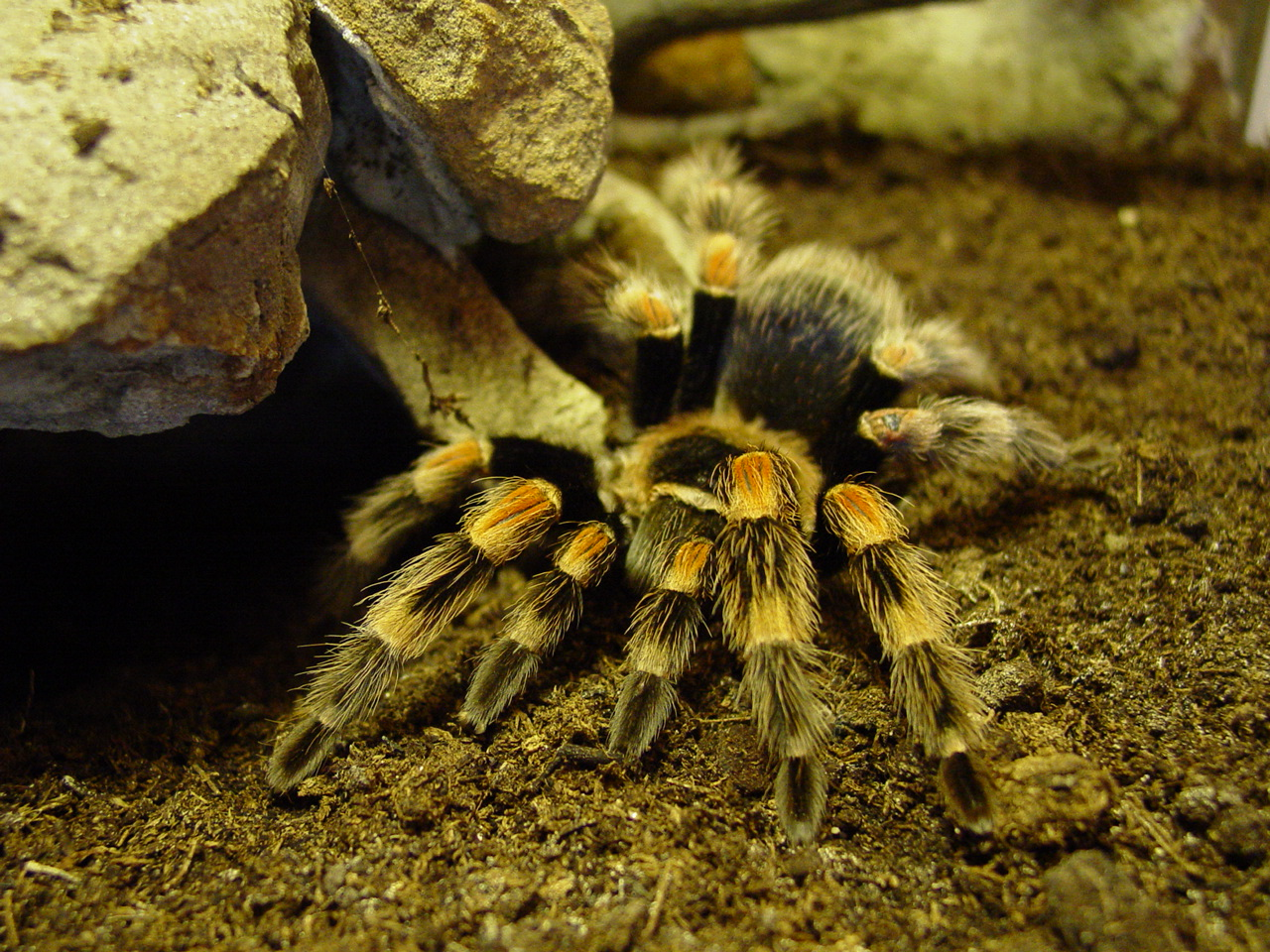
Mannelijke Mexicaanse roodknievogelspin.

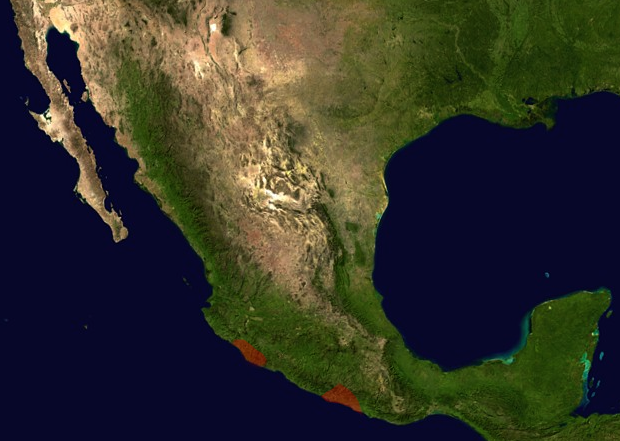
Phân bố của loài này o83 Mexico.

Brachypelma smithi là một loài nhện trong họ Theraphosidae. Đây là loài nhện sống trên mặt đất có nguồn gốc phía tây của Sierra Madre Occidental và Sierra Madre del dãy núi Sur ở Mexico. Nó là một loài nhện lớn, và là một lựa chọn phổ biến cho những người đam mê sưu tầm nhện. Brachypelma Smithi có một cơ thể màu đen với các mảng màu da cam trên các khớp chân của nó, phần tử thứ hai của chân có màu cam đỏ. Sau khi lột xác, màu sắc rõ rệt. Phần tối màu đen trong khi phần màu đỏ da cam sẽ được thêm rất nhiều về phía màu đỏ.
Con cái trưởng thành có một cơ thể dài khoảng 4 inch, với một sải chan dài 6 inch, và khối lượng khoảng 15 gram. Con đực và con cái có bề ngoài như nhau nhưng con có cơ thể hơi nhỏ, nhưng chân dài hơn. Như vậy con đực có kích thước tương đương với con cái, nhưng có một khối nhỏ hơn đáng kể.
Mỗi một con Brachypelma smithi có tuổi thọ khá cao 10-30 năm con đực chỉ có 10 năm còn con cái có thể sống đến 30-40 năm trong trường hợp nuôi nhốt và điều kiện sống tốt
Tính cách của loài này hiền lành nhưng cũng có trường hợp được ghi nhận là khá hung dữ
Loài Brachypelma smithi ít bắn lông và nếu bạn bị dính lông tơ của chúng thì mức độ ngứa vừa phải. Nọc độc của chúng khá yếu không gây tử vong nhưng nếu không được chữa trị và vệ sinh sạch sẽ cũng có thể gây nguy hiểm 
Đây là một loài vật nuôi khá phổ biến trên thik truòng hiện nay, chúng được nuôi nhốt trong lồng nuôi 
Brachypelma smithi Ăn dế và một số loài côn trùng khác chúng ăn ít và chậm tốc độ phát triển chậm 
Khi một con Brachypelma smithi vừa lột xác không nên cho chúng ăn vì việc này khiến chúng bị thương, bạn nên cho ăn sau khoảng 3-4 ngày